# Мячковская волость (Коломенский уезд)
Мячковская волость — волость в составе Коломенского уезда Московской губернии. Существовала до 1929 года. Центром волости было село Мячково.
По данным 1918 года в Мячковской волости было 17 сельсоветов: Афанасьевский, Ачкасовский, Бортниковский, Губинский, Дубровский, Катунинский, Лукьяновский, Малышевский, Мячковский, Подлужский, Ратмирский, Ратчинский, Сабуровский, Санинский, Скрыпинский, Сухановский и Черкизовский.
В 1922 году были упразднены Бортниковский, Губинский, Дубровский, Катунинский, Подлужский, Скрыпинский и Сухановский с/с.
В 1923 году были упразднены Санинский и Сабуровский с/с.
В 1925 году был образованы Сабуровский с/с.
В 1926 году был образован Санинский с/с.
В ходе реформы административно-территориального деления СССР в 1929 году Мячковская волость была упразднена.